# Näshultasjön
Näshultasjön är en sjö sydväst om Eskilstuna i Eskilstuna kommun i Södermanland och ingår i Norrströms huvudavrinningsområde. Sjön är lång och smal och är 14,8 meter djup. Den har en yta på 10,4 kvadratkilometer och befinner sig 35,1 meter över havet. Sjön avvattnas av vattendraget Näshultaån och har sitt utlopp i Hjälmarens ostligaste del.
Sommartid trafikeras Näshultasjön av ångbåten Gerda byggd 1865.

## Delavrinningsområde
Näshultasjön ingår i delavrinningsområde (656708-152957) som SMHI kallar för Utloppet av Näshultasjön. Medelhöjden är 57 meter över havet och ytan är 92,11 kvadratkilometer. Räknas de 3 avrinningsområdena uppströms in blir den ackumulerade arean 114,06 kvadratkilometer. Näshultaån som avvattnar avrinningsområdet har biflödesordning 2, vilket innebär att vattnet flödar genom totalt 2 vattendrag innan det når havet efter 152 kilometer. Avrinningsområdet består mestadels av skog (65 procent) och jordbruk (13 procent). Avrinningsområdet har 10,53 kvadratkilometer vattenytor vilket ger det en sjöprocent på 11,4 procent.

## Bilder

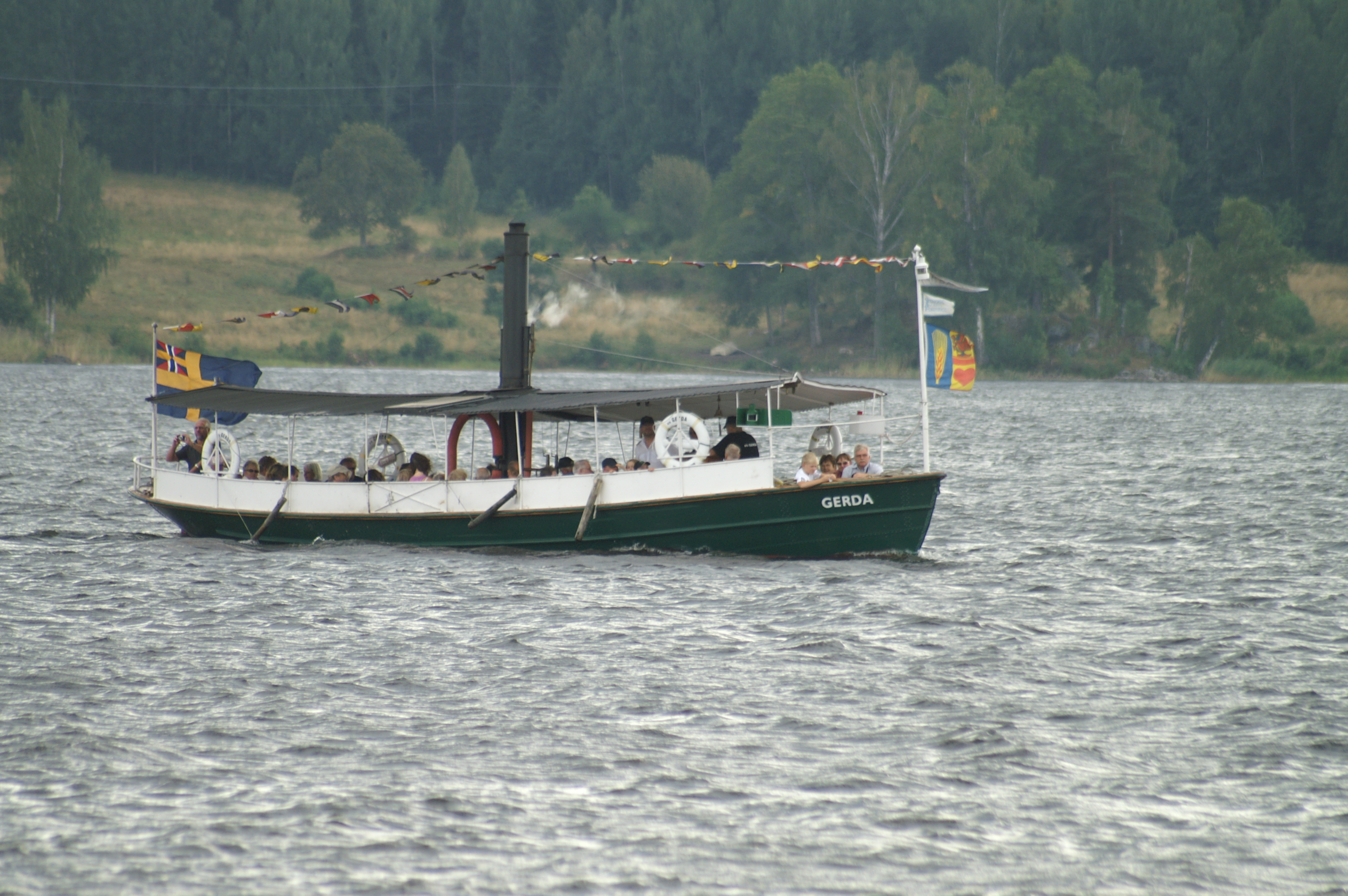
Ångslupen S/S Gerda på Näshultasjön.